# Hirvivaaran - Suoniemensuon alue
Hirvivaaran - Suoniemensuon alue este o arie protejată (arie specială de conservare — SAC, sit de importanță comunitară — SCI) din Finlanda întinsă pe o suprafață de 932 ha, integral pe uscat.

## Localizare
Centrul sitului Hirvivaaran - Suoniemensuon alue este situat la coordonatele 64°31′45″N 29°30′13″E / 64.5292°N 29.5036°E.

## Înființare
Situl Hirvivaaran - Suoniemensuon alue a fost declarat sit de importanță comunitară în august 1998 pentru a proteja 2 specii de animale. Situl a fost protejat și ca arie specială de conservare în aprilie 2015.

## Biodiversitate
Situată în ecoregiunea boreală, aria protejată conține 10 habitate naturale: Lacuri și iazuri distrofice naturale, Cursuri de apă de la nivel de câmpie la nivel montan, cu vegetație Ranunculion fluitantis și Callitricho-Batrachion, Turbării active, Mlaștini turboase de tranziție și turbării mișcătoare, Izvoare fino-scandinave și mlaștini produse de izvoare bogate în minerale, Mlaștini alcaline, Turbării Aapa, Taiga vestică, Păduri fino-scandinave bogate în ierburi cu Picea abies, Mlaștini împădurite.
La baza desemnării sitului se află mai multe specii protejate de  mamifere (2): veveriță zburătoare siberiană (Pteromys volans), Rangifer tarandus fennicus.
Pe lângă speciile protejate, pe teritoriul sitului au mai fost identificate 3 specii de plante, 6 specii de păsări, 1 specie de mamifere, 1 specie de nevertebrate, 19 specii de pești.